# Jabroudian
Jabroudian es el nombre que recibe una cultura musteriense del Paleolítico Medio del Levante mediterráneo, con conexiones con el tipo europeo de La Quina.
Uno de los elementos más notable es los llamados Amoudian, que son las primeras cuchillas de piedra conocidas. No obstante, la conexión de estas innovaciones Amoudian con las posteriores cuchillas del Paleolítico superior es probablemente nula.

## Herramientas
Las gruesas capas de Jabroudian consisten principalmente en pesados rayadores y hachas de mano. La proporción del primer tipo de herramientas tiende a aumentar a medida que el tiempo pasa, mientras que las hachas muestran una disminución e incluso desaparecer totalmente en algunos sitios de la capa superior de Jabroudian.

### CuchillasAmoudian
Una faceta más interesante de la cultura Jabroudian son las cuchillas llamadas Amoudian, las primeras cuchillas de piedra que se conocen y que se encuentran en los sitis Jabroudian, hasta tal punto que se consideran inseparables de esta cultura. Al igual que sucede con las hachas de mano, la proporción de cuchillas de piedra disminuye con el tiempo.
Existe una brecha de 10 000 años entre la desaparición de esta tradición de cuchillas y la aparición de la tecnología del Paleolítico superior, basada precisamente en las hojas de piedra.

## Restos humanos
El único entre los restos humanos asociado con esta cultura es un cráneo encontrado en la cueva de Zuttiyeh, en Galilea, que algunos suponen que pertenece a un hombre de neandertal y otros a un Homo heidelbergensis tardío.

## Caza
Hay pruebas de que la gente Jabroudian cazaba una amplia gama de animales: elefantes, rinocerontes, antílopes y pequeños animales cuyos restos que se encuentran en sus sitios.

## Final del Jabroudian
El final de esta cultura se asocia a la introducción de otras, también musterienses de la tradición levalloisiense, que se distribuyó ampliamente a través de Asia occidental y central.